# Krátkodobý pobyt
Krátkodobý pobyt cizinců obecně představuje pobyt na území cizí země do 90 dnů. Na území České republiky potom znamená pobyt, jehož délka nesmí přesáhnout dohromady 90 dnů, ať už nepřetržitým pobytem nebo po sobě následujícími pobyty během každých 180 dnů. Toto základní pravidlo „90/180“ článku 5 Schengenského hraničního kodexu pro krátkodobý pobyt platí pro všechny druhy pobytových titulů v režimu krátkodobého pobytu.

## Druhy pobytových titulů v režimu krátkodobého pobytu
1. Oprávnění pobývat bez víza v rámci bezvízového titulu – bezvízový pobyt;
2. Pobyt na základě krátkodobého víza – jednotného (schengenského) víza, víza s omezenou územní platností a letištního průjezdního víza.

## Ad 1) Státy bez vízové povinnosti
Na území ČR a na celém území EU mohou pobývat jakkoli dlouhou dobu občané EU, Norska, Islandu, Lichtenštejnska a Švýcarska, protože požívají práva Společenství na volný pohyb a nemusí si pro svůj pobyt zajišťovat žádný druh víza.
Rodinní příslušníci občanů EU (tzn. fyzické osoby, které mají zákonem stanovené rodinné vazby k občanům EU a jsou občany EU – pak pro ně platí bezvízový pobyt, nebo občanství EU nemají. Jedná se, podle ustanovení § 15a cizineckého zákona o: manžela nebo registrovaného partnera, rodiče, jde-li o občana EU mladšího 21 let, kterého vyživuje a se kterým žije ve společné domácnosti, dítě mladší 21 let nebo takové dítě manžela občana EU, nezaopatřený přímý příbuzný ve vzestupné nebo sestupné linii nebo takový příbuzný manžela občana EU) mohou pobývat na území Schengenu a ČR krátkodobě, tj. do 90 dnů, ale k jejich pobytu se váží další specifická opatření.

### Podmínky pro "bezvízové" cizince
Od víza pro krátkodobý pobyt jsou také osvobozeni občané států uvedených v Nařízení Rady (ES) č. 539/2001 v platném znění, pokud splňují následující podmínky:
- mají platný cestovní doklad či doklad opravňující překročit hranice;
- musí zdůvodnit nebo prokázat účel a podmínky předpokládaného pobytu a zajistit či opatřit si dostatečné prostředky na obživu během pobytu;
- cizinec nesmí být veden v SIS jako osoba, která má odepřený vstup;
- cizinec není nebezpečný pro veřejný pořádek, bezpečnost státu nebo mezinárodní vztahy některé ze smluvních stran.
- Současně nesmí cizinec během krátkodobého bezvízového pobytu v dané zemi pracovat. Předpokládá se, že se bude většinou jednat o pobyt za účelem obchodní, studijní či vzdělávací cesty, turistické či soukromé cesty, cesty na politické, vědecké, kulturní, sportovní, náboženské apod. akce.

Příloha I. Schengenského hraničního kodexu stanoví, jaké dokumenty jsou vhodné pro ověření jednotlivých účelů cesty. Příslušnou výši finančních prostředků na obživu během pobytu na území ČR stanovuje § 13 cizineckého zákona, odvozuje ji od výše existenčního minima.

### Nečlenské státy bez vízové povinnosti
Mezi státy, pro které neplatí vízová povinnst pro krátkodobý pobyt mimo členy schengenského prostoru, patří:
Albánie, Andorra, Antigua a Barbuda, Argentina, Austrálie, Bahamy, Barbados, Bosna a Hercegovina, Brazílie, Brunej, Černá Hora, Guatemala, Honduras, Chile, Chorvatsko, Izrael, Japonsko, Jižní Korea, Kanada, Kostarika, Malajsie, Mauricius, Mexiko, Monako), Nikaragua, Nový Zéland, Panama, Paraguay, Salvador, San Marino, Seychely, Severní Makedonie, Singapur, Spojené státy americké, Srbsko, Svatý Kryštof a Nevis, Tchaj-wan, Uruguay, Vatikán, Ukrajina, Venezuela.

## Ad 2) Státy s vízovou povinností
Cizinci, kteří nejsou občany států, s nimiž existuje bezvízový styk (Nařízení Rady (ES) č. 539/2003), si musí i pro krátkodobý pobyt v České republice (a v celém schengenském prostoru) zařídit vízum.

### Druhy krátkodobých víz
Vízový kodex rozlišuje tři druhy krátkodobých víz:
- nejběžnější a zpravidla vydávané jednotné schengenské vízum (turistické vízum/vízum typu C), s nímž je možné volně se pohybovat se po schengenském prostoru až do délky 3 měsíců.

- vízum s omezenou územní platností (V/LTV), s nímž lze cestovat pouze projíždět jen omezeným počtem států schengenského prostoru.

- letištní vízum, popř. letištní průjezdní vízum (vízum typu A), které musí mít občané některých států pro pobyt v tranzitním prostoru mezinárodních letišť Schengenu při mezipřistání mezi výchozí a cílovou destinací.[11] Cílem tohoto opatření je zamezit tomu, aby cizinec, který se na tomto letišti nachází, pouze přestupuje a nechce zde požádat o azyl či mezinárodní ochranu.[12] Seznam zemí, pro jejichž občany tato povinnost platí, je uveden v příloze č. IV.Vízového kodexu a ve vyhlášce MV č. 428/2010 Sb.

#### Žádost o vízum
- Pro cizince, který pro svůj pobyt žádá o vízum, platí všechny podmínky, jako pro "bezvízového" cizince. Procedura vydávání krátkodobých víz je od dubna 2010 upravena vízovým kodexem, doplněna a upravena cizineckým zákonem. Žádost o vízum je následně posouzena, ověřena, schválena či odmítnuta a podle rozhodnutí je vlepen vyplněný vízový štítek do cestovního dokladu žadatele.
- Žádost o vízum může být zamítnuta a to například z důvodů, že žadatel předloží padělaný cestovní doklad, napodobený nebo pozměněný, nezdůvodní účel a podmínky předpokládaného pobytu, neprokáže dostatečné finanční prostředky na cestu, je považován za hrozbu pro veřejný pořádek atd.[13]
- Krátkodobé vízum je možné za specifických podmínek prodloužit, v ČR se žádost podává na odboru cizinecké policie. Takto prodloužený krátkodobý pobyt platí zpravidla pouze pro stát, který vízum prodloužil.[14]
- Krátkodobé vízum je možné prohlásit za neplatné a zrušit jej, když bylo získáno podvodným způsobem, nebyly splněny všechny podmínky pro udělení víza, pokud podmínky pro udělení víza nejsou plněny. Vízum ruší příslušný orgán členského státu schengenského prostoru.
- „Platnost víza dále též zaniká, a to jak uplynutím doby jeho platnosti, tak i vyčerpáním dnů povoleného pobytu nebo vyčerpáním počtu vstupů.“[15] Tzn. že cizinec, který vyčerpal tříměsíční pobyt během půlroku poté, co vstoupil do schengenského prostoru, musí toto území opustit, alespoň na dobu tří měsíců. Teprve pak může znovu požádat o krátkodobé vízum, či vstoupit na území Schengenu, jde-li o bezvízového cizince (nestačí pouze na den překročit hranice schengenského prostoru).

## Cizinec s krátkodobým pobytem v ČR
Cizinec, který pobývá v ČR krátkodobě, má rovné postavení jako ostatní cizinci, pouze většinou nemá nárok na jakékoli sociální zabezpečení, má omezené možnosti v žádosti o povolení k pobytu na území České republiky. Cizinec s krátkodobým vízem může být zaměstnán, pokud splňuje zákonné podmínky, rovněž může každý legálně pobývající cizinec uzavřít v ČR manželství.
V ČR ani ostatních státech schengenského prostoru nesmí pracovat dle čl. 4 odst. 3 Nařízení rady (ES) 539/2001 bezvízový cizinec. Pokud by provozoval na tomto území výdělečnou činnost, byl by to důvod pro vyloučení z bezvízového styku.
Krátkodobý pobyt cizinců třetích zemí v schengenském prostoru se obecně řídí pravidly stanovenými v již zmiňovaném Schengenském hraničním kodexu, přičemž každá z členských zemí má vlastní právní normy doplňující a upravující tento kodex pro vstup cizinců na vlastní území.

## Prameny cizineckého práva

### Zákony ČR
- 326/1999 Sb. - Zákon o pobytu cizinců na území ČR.[17]
- 325/1999 Sb. - Zákon o azylu.[18]
- 221/2003 Sb. - Zákon o dočasné ochraně cizinců.[19]

### Právo EU
- Schengenská prováděcí úmluva.[20]
- Schengenský hraniční kodex.[21]